# Eduardo Mier y Miura
Eduardo Mier y Miura (Sevilla, 6 de marzo de 1858 – El Pardo, Madrid, 18 de noviembre de 1917) fue un ingeniero, geofísico, sismólogo, geógrafo e inventor español, autor de casi veinte patentes en España.

## Biografía
Era hijo del helenista, escritor y periodista Eduardo Mier y Barbery (1829-1914), que tradujo el teatro de Eurípides, y Micaela Miura Fernández. Ingresó en la Academia de Ingenieros del Ejército el 1875, donde fue número uno de su promoción y ´fue nombrado teniente en 1879. Participó en la tercera guerra carlista defendiendo Guadalajara, por lo que fue condecorado. Pasó al Regimiento de Ingenieros número I (1880) y luego (1881) a la Academia de Ingenieros como profesor ayudante. Fue promovido a capitán y en 1882 fue nombrado geodesta del Instituto Geográfico y Estadístico, en cuya plantilla desarrollaría ya toda su carrera, influyendo en sus progresos notablemente. Tomó parte en la confección del Mapa magnético de España, y promovió en el IGE nuevos talleres de publicación y el servicio sismológico. Su menguada salud le hizo inclinarse cada vez más a los trabajos teóricos y de organización en vez de a los de campo. Fue consultado (1883) con motivo de establecer un enlace geodésico de las Baleares con la Península y al año siguiente fue nombrado jefe segundo de su brigada. En 1885 empezó a publicar en la revista especializada Memorial de Ingenieros del Ejército, con el artículo "Teoría de las aproximaciones numéricas", que se publicó luego exenta (1886) por la Real Academia de Ciencias Exactas, Físicas y Naturales.
En 1887 dirigió la reforma del mareógrafo de Alicante y construyó dos para la estación de Cádiz. Por entonces tradujo La fotografía moderna: práctica y aplicaciones de Albert Londe (Madrid: Fuente y Capdeville, 1889), un pionero de la fotografía médica, la radiografía y la cronofotografía. En 1890 ingresó en el Cuerpo de Ingenieros Geógrafos e inspeccionó las nivelaciones de precisión de San Fernando a Málaga y de Durango a Tolosa y en 1891 la de Madrid. Por entonces se encargó de arreglar los aparatos registradores de meteorología de Cádiz. Realizó además (1891-1896) diversos experimentos aeronáuticos para estabilizar dirigibles y en 1892 se instaló en Alicante un mareógrafo de sifón de su invención que se convirtió en el reglamentario.
Comandante de Ingenieros (1894), se le concedió también entonces la Cruz de segunda clase al Mérito Militar por su obra Mareómetros y mareógrafos y fue elegido académico de número de la Real Academia de Ciencias Exactas, Físicas y Naturales, donde ingresó en 1911 con el discurso La utilidad de la sismología, constitución interna de la Tierra, causa de los terremotos y nuevos instrumentos sismológicos, donde introdujo una teoría nueva sobre la formación de la Tierra fundada en datos sismológicos. 
En 1903 ya era teniente coronel, y en 1904 representó a España en la Asociación Internacional de Sismología. También asistió en 1905 a la conferencia de Berlín, donde presentó un macrosismógrafo de registro eléctrico. Con una memoria de 1910 estableció los fundamentos del Servicio Sismológico de España, donde situaba las estaciones sismológicas más convenientes, eligiendo como principal a la de Toledo (Observatorio Geofísico de Toledo), y señaló la instrumentación con que debía contar cada una.
Desde 1912 midió el magnetismo de 114 estaciones de España para determinar las curvas isógonas, isóclinas e isodinámicas. Inventó el torpedo aéreo (que utilizaron los alemanes en la I Guerra Mundial) y el torpedo dirigible desde tierra para defender las costas. Inventó el gravímetro para cuantificar la gravedad aplicando la fotografía para la fijación de las referencias. Y como vocal de Junta del Catastro se encargó con Manuel del Busto y Antonio Blanco de redactar una Ley del catastro. Hizo además estudios de aeronáutica para proyectar un globo dirigible y solucionó antes que otros el problema de su estabilidad por medio de apéndices caudales; además fue el primero en aplicar motores de explosión a la aeronáutica construyendo uno rotatorio en los astilleros Vea Murguía de Cádiz.
Formuló diversas teorías: la de aproximaciones numéricas, la de los péndulos horizontales y sismológicos (Las ecuaciones fundamentales y el amortiguamiento de los sismógrafos), y sobre el origen de los terremotos en el interior de la Tierra, el tema de su discurso de ingreso en la Real Academia de Ciencias.
Asistió en 1912 a la Conferencia de la Hora, en que se discutió establecer una hora fija en todo el mundo mediante una red de transmisores de la novísima "telegrafía sin hilos", esto es, ondas de radio; se interesó en los campos de la Física, Electricidad, Matemáticas y Aviación y publicó numerosos artículos en revistas técnicas como la Gaceta Industrial, la Ciencia Eléctrica, Naturaleza (de la que fue redactor jefe muchos años y en donde publicó más de 300 artículos), La Energía Eléctrica, Anales de la Sociedad española de Física y Química y en el citado Memorial de Ingenieros del Ejército. Muchos de estos artículos fueron traducidos a otras lenguas y republicados en las más prestigiosas revistas científicas del extranjero.
Diseñó numerosos aparatos de medición geográfica y sistemas energéticos y entre 1885 y 1907 logró que le fueran concedidas cerca de una veintena de patentes en España. Su primera patente, de 1885, menciona un ingenioso mecanismo para purificar agua; esto le llevó a patentar en 1896 un nuevo método de electrólisis y de preparación industrial de hidrógeno; en 1898 patentó un nuevo generador de acetileno. Por ejemplo, diseñó diversos acumuladores eléctricos y se empeñó al final de sus días en mejorar los gramófonos e incluso los automóviles. Se le deben, por ejemplo, el mareómetro, el medimareómetro, dos modelos de contadores eléctricos (Hispania y Krumer), el gravígrafo (que mide la intensidad de la gravedad), un cronógrafo fotográfico, un barómetro, un aparato destinado a medir la frecuencia de las olas, sismógrafos, indicadores de profundidad para submarinos, un generador de acetileno y otro de hidrógeno, así como sistemas de alumbrado. En 1898 creó los torpedos aéreos para la guerra contra los Estados Unidos.

## Patentes
- Mareómetro
- Medimareómetro
- Mareógrafo
- Contador eléctrico Hispania
- Contador eléctrico Krumer
- Gravígrafo
- Cronógrafo fotográfico
- Nueva clase de barómetro
- Aparato para medir la frecuencia de las olas
- Varios tipos de sismógrafos
- Indicador de profundidad para submarinos
- Generador de acetileno
- Generador de hidrógeneo
- Sistema de alumbrado.
- Torpedo aéreo.

## Obras (incompleto)

### Artículos científicos
- “Teoría de las aproximaciones numéricas”, en Memorial de Ingenieros (MI) (1885)
- “Torpedos automóviles”, en MI (1896)
- “Nuevo método para obtener hidrógeno”, en MI (1898)
- “El victorio, nuevo cuerpo simple”, en MI (1899)
- “Problemas relativos al empleo de los cebos de cantidad (eléctricos)”, en MI (1899)
- “Minas especiales para defenderse de los submarinos”, en MI (1906)
- “Reseña de los trabajos de los Ingenieros del Ejército en el Instituto Geográfico”, en MI (1909)
- “Aparato para medir la frecuencia de las olas”, en MI (1909)
- “Teoría y descripción de un Diferenciador”, en MI (1917)

### Monografías científicas
- Ventajas del mayor rendimiento de los propulsores náuticos, 1892
- Nuevos buques submarinos, 1896
- Tranvías eléctricos: Algunas consideraciones acerca de su rendimiento industrial, 1897
- Transmisión de la luz a través del espacio, 1898
- Ligera explicación de la telegrafía sin alambres, 1899
- Aguas altas artificiales, 1900
- Nuevo método para obtener hidrógeno, 1900
- Navegación submarina. Aparato de profundidades y de horizontalidad, 1901
- Pérdidas producidas por los contadores de energía eléctrica y medios de disminuirlas, 1901
- Tracción eléctrica por cable aéreo, 1901
- Noticia sumaria de los trabajos científicos de D. José Echegaray, 1905
- La electricidad y la aeronáutica, 1909
- Inflamación de cargas explosivas por medio de la electricidad, s.f.
- Aplicaciones de la electricidad al estudio y servicio de las armas de fuego, s.f.